# Ceropegia stenophylla
Ceropegia stenophylla är en oleanderväxtart som beskrevs av C. K. Schneider. Ceropegia stenophylla ingår i släktet Ceropegia och familjen oleanderväxter. Inga underarter finns listade i Catalogue of Life.